# Grote of Sint-Michaëlskerk w Zwolle
Grote of Sint-Michaëlskerk – gotycka świątynia kalwińska znajdująca się w holenderskim mieście Zwolle.

## Historia
Pierwsza świątynia w Zwolle powstała w IX lub X wieku, jest wzmiankowana w roku 1040. W XII wieku na miejscu drewnianej świątyni wzniesiono romański kościół, którego fundamenty częściowo odkryto podczas prac archeologicznych w 2021 roku. Świątynia została zniszczona podczas pożaru miasta z 1324 roku. Budowę obecnego, gotyckiego kościoła rozpoczęto około roku 1370, w latach 1406–1450 wzniesiono 113,5-metrową wieżę, a budowa reszty kościoła trwała do 1452.
W 1578 roku kalwiniści przejęli kościół Najświętszej Maryi Panny, a 15 czerwca 1580 roku, w uroczystość św. Wita, Grote Kerk został splądrowany przez protestantów i w tym samym roku przeszedł w ich ręce. Po zajęciu miasta przez wojska francuskie w 1672 świątynię ponownie przejęli katolicy, lecz w 1674 wróciła w ręce kalwinistów. 
W 1548, 1606 i 1669 w wieżę uderzały pioruny, a w 1682 konstrukcja zawaliła się, niszcząc część nawy i organy. W 1686 na miejscu zniszczonej wieży wybudowano salę konsystorza. W latach 1882–1896 gmach poddano renowacji wg projektu Pierre’a Cuypersa i Lamberta Hezenmansa.

## Architektura i wyposażenie
Świątynia gotycka, trójnawowa. W ścianę wmurowano relief z romańskiej świątyni, z wizerunkiem Abrahama i postaci Archaniołów: Rafała, Michała i Gabriela. W kościele zachowały się pozostałości XV-wiecznych fresków Johana van den Mynnestena. Wnętrze zdobi XVI-wieczna przegroda chórowa i fragmenty sakramentarium autorstwa Willema Backerweerda. Barokową ambonę wykonał Adam Straesz z drewna dębowego w latach 1617–1622, ma wysokość 11,5 metra i jest drugą co do wysokości amboną w Holandii (po ambonie amsterdamskiego Nieuwe Kerk). Organy powstały w latach 1719–1721 wg projektu Arpa Schnitgera, wybudowali je jego dwaj synowie. Instrument obecnie składa się z ponad 4000 piszczałek zgrupowanych w 62 głosy. W kościele znajdują się również nagrobki malarzy Gerarda ter Borcha i Aleidy Greve oraz organmistrza Franza Caspara Schnitgera.

## Galeria

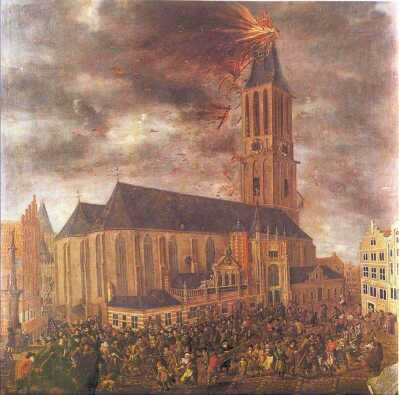
Wieża płonąca po uderzeniu pioruna
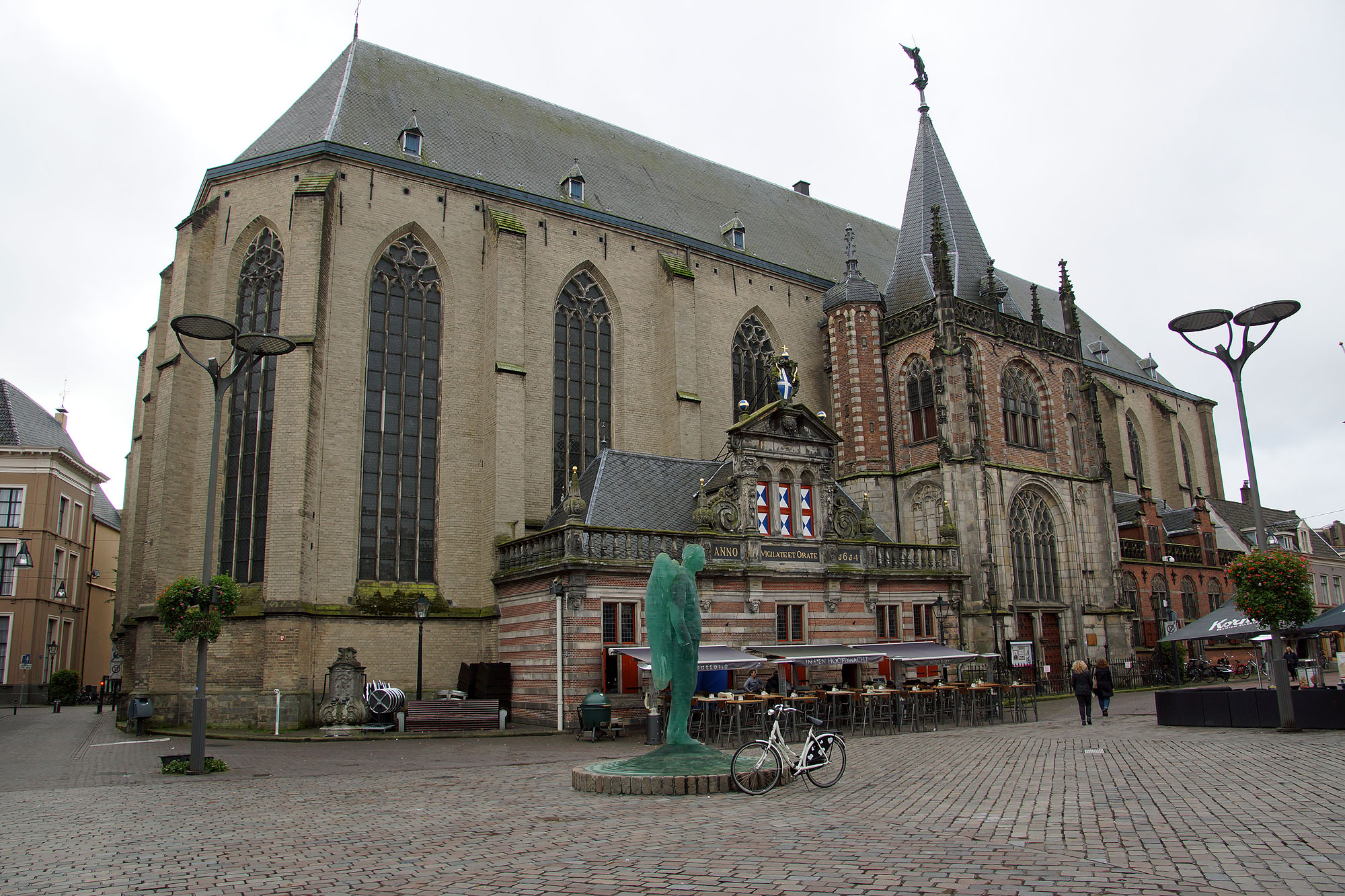
Widok z Grote Marktu
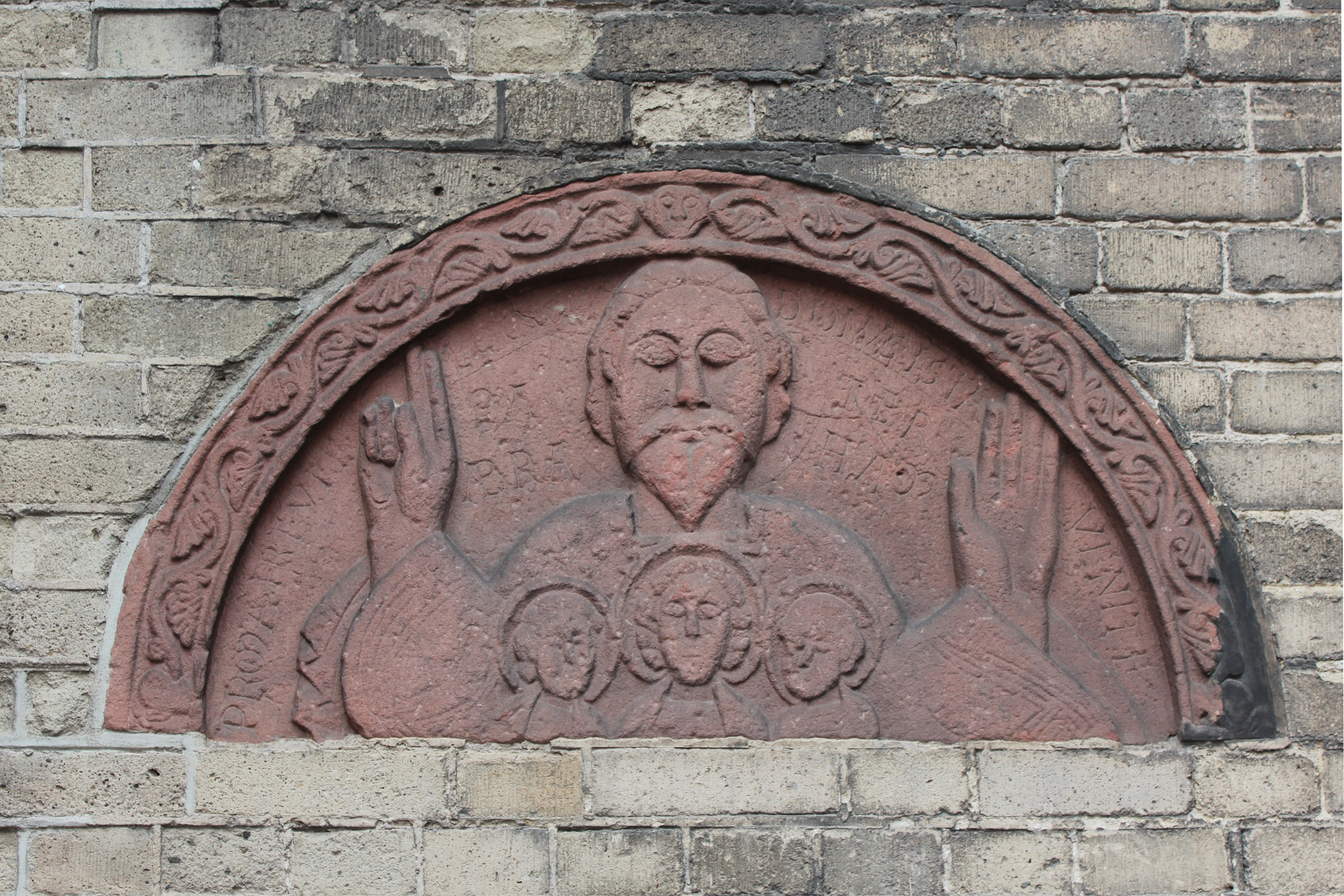
Romańska płaskorzeźba
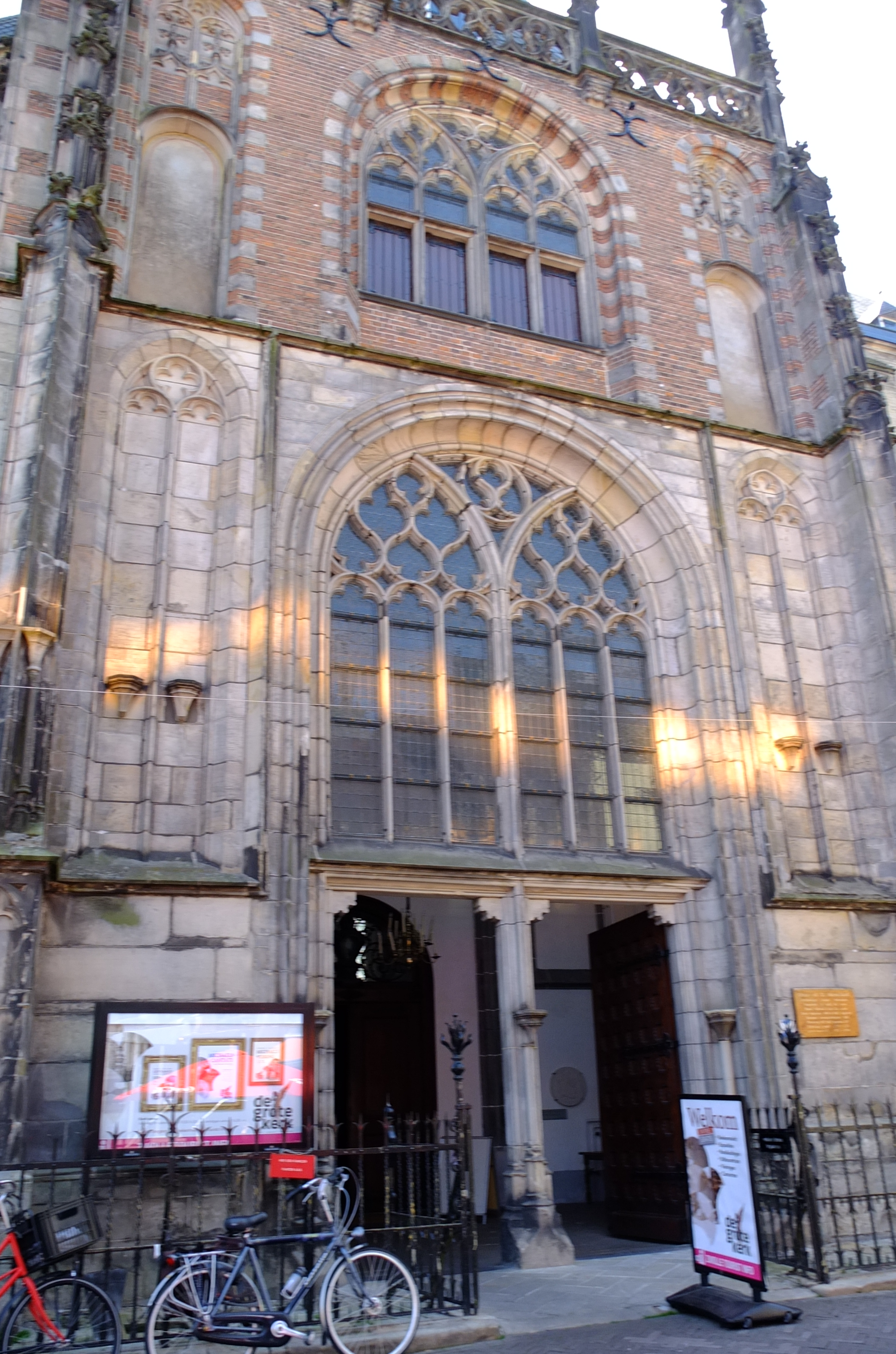
Kruchta północna
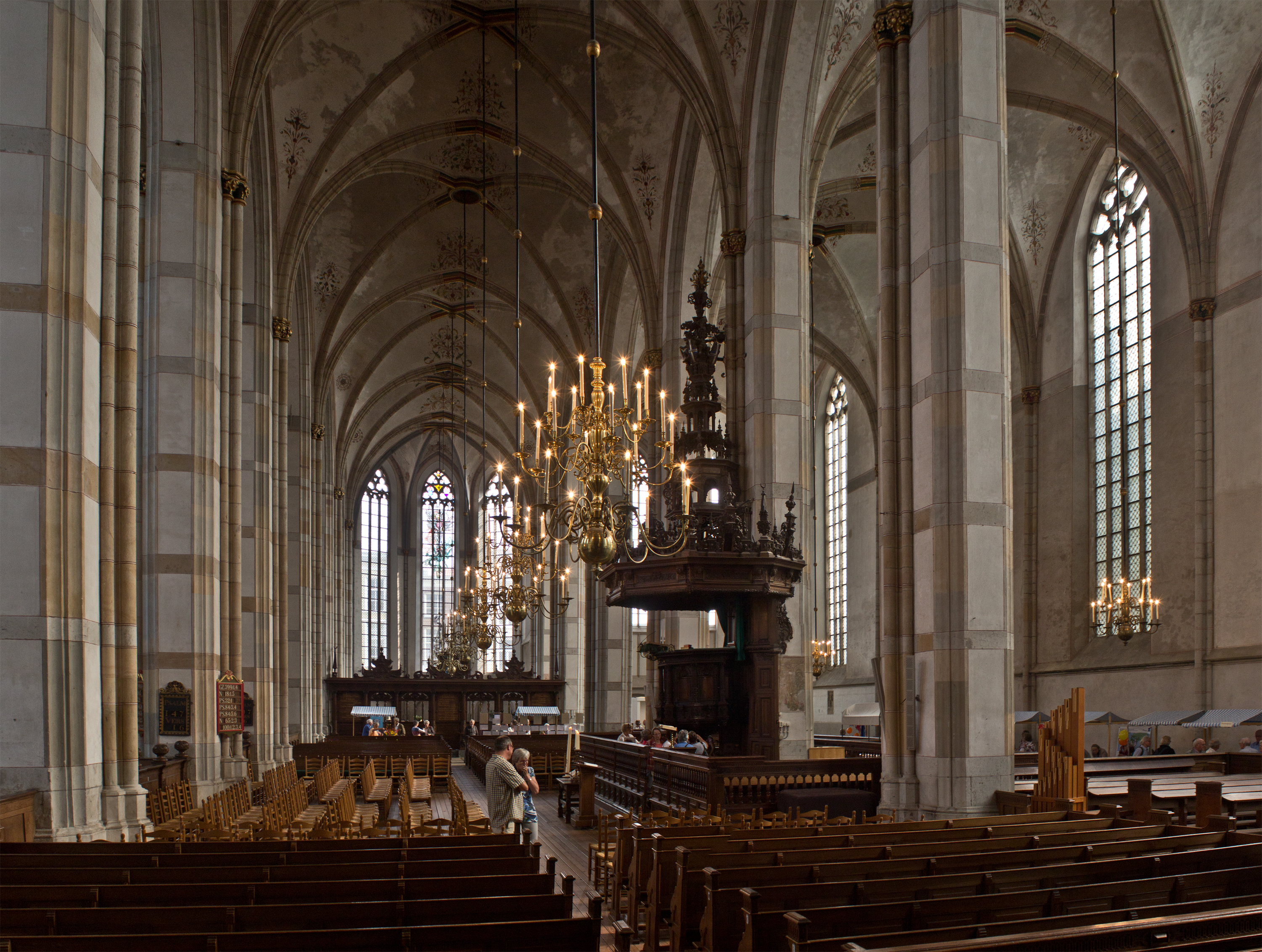
Wnętrze
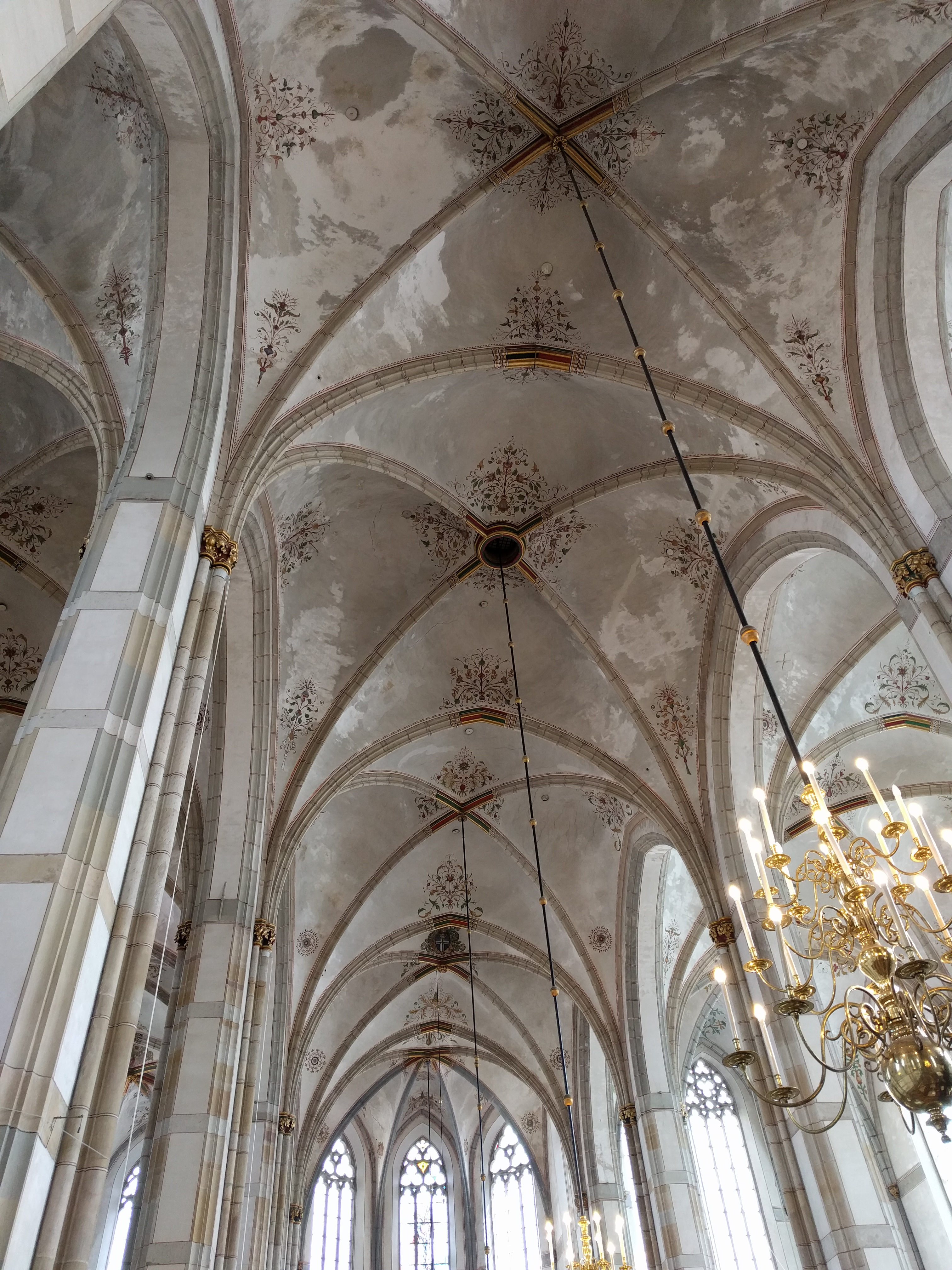
Sklepienie
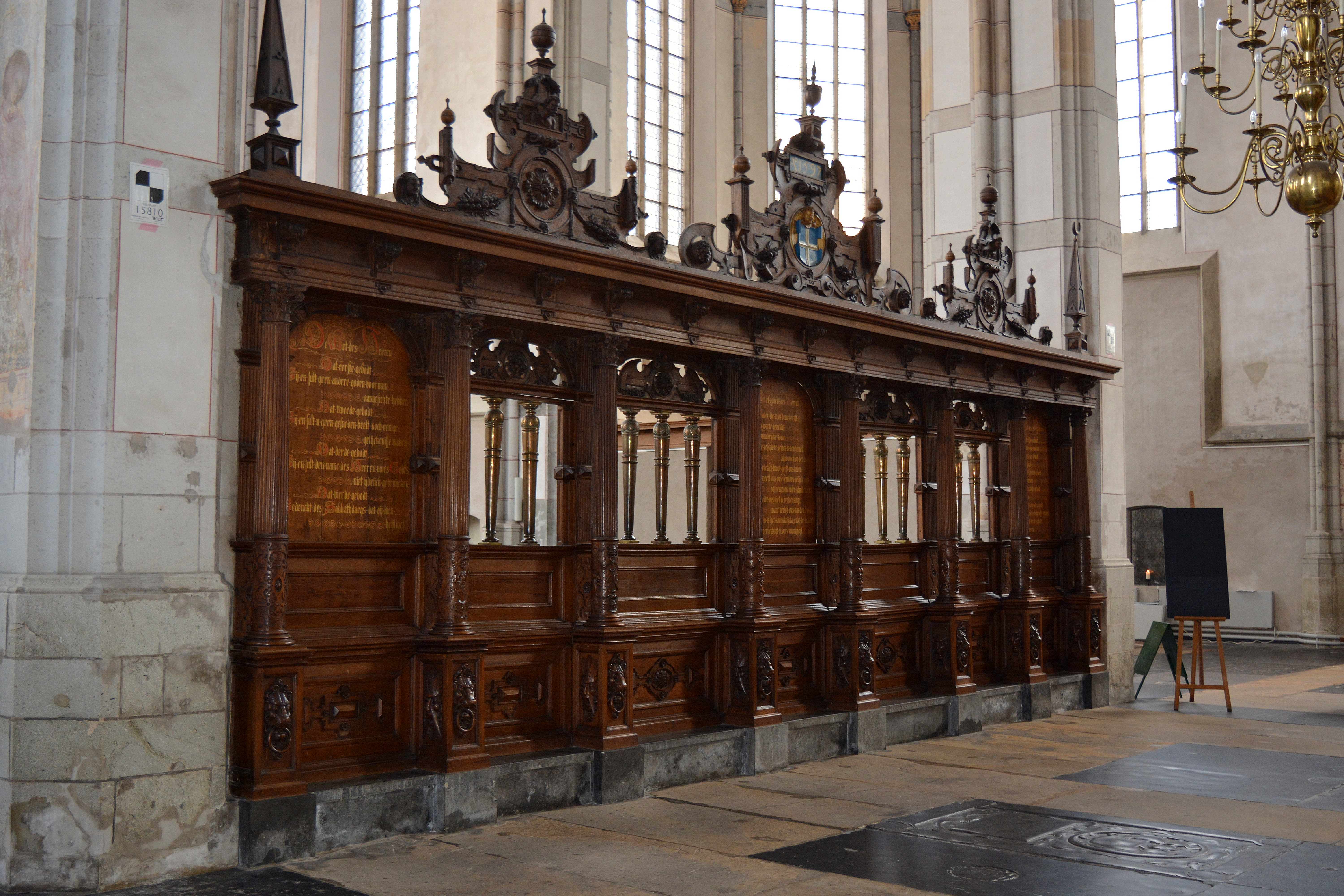
Przegroda chórowa
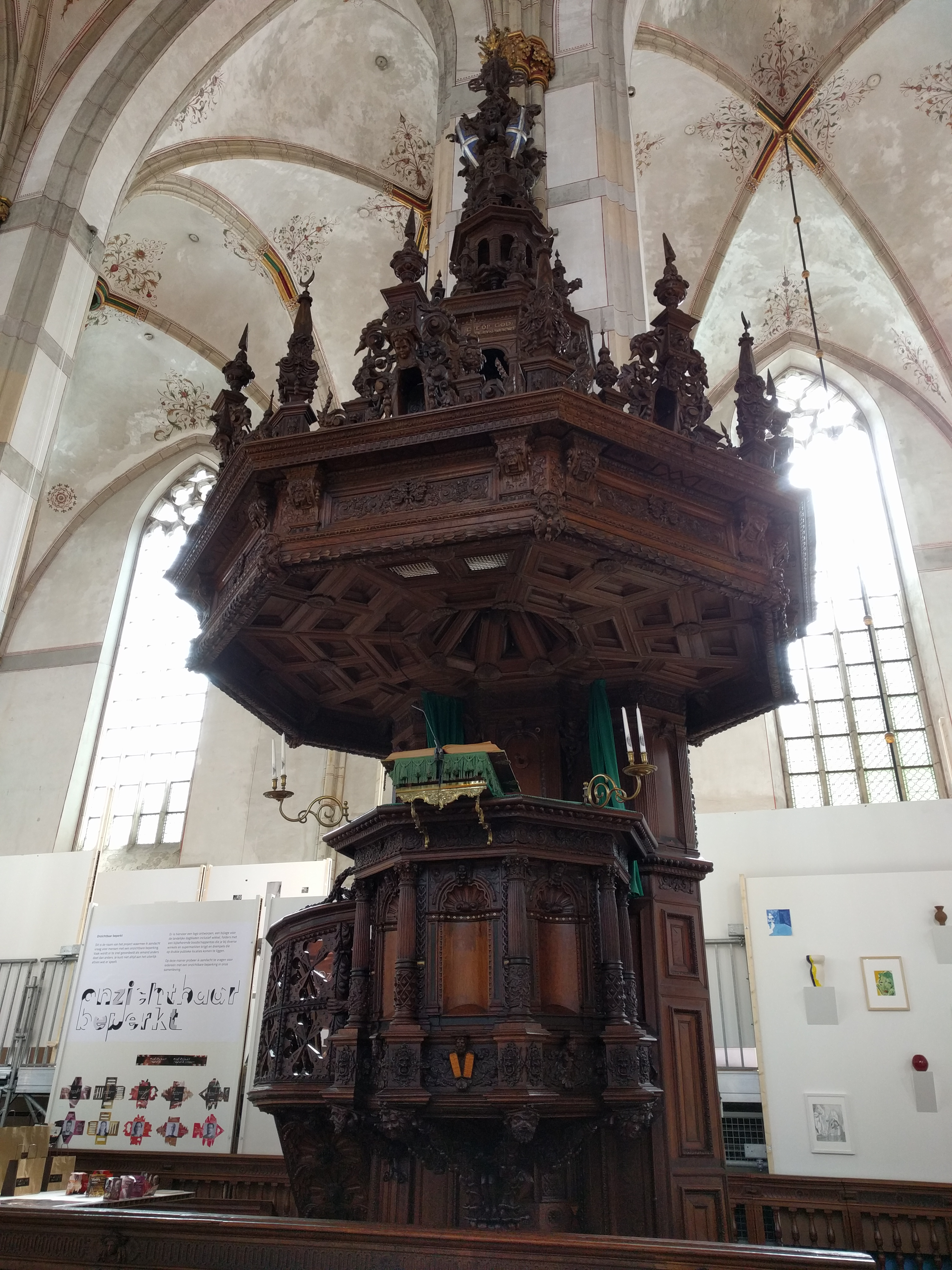
Ambona
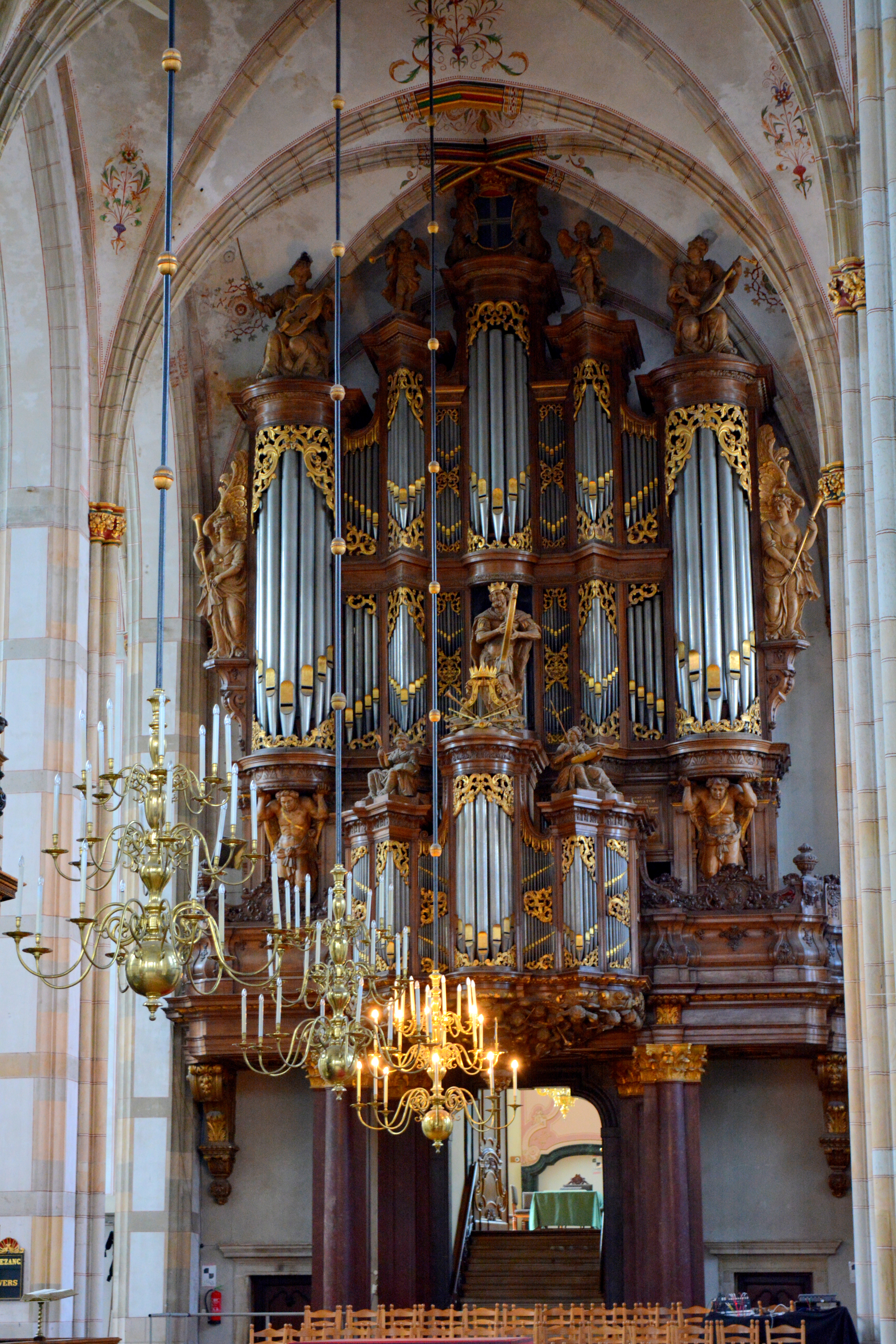
Organy
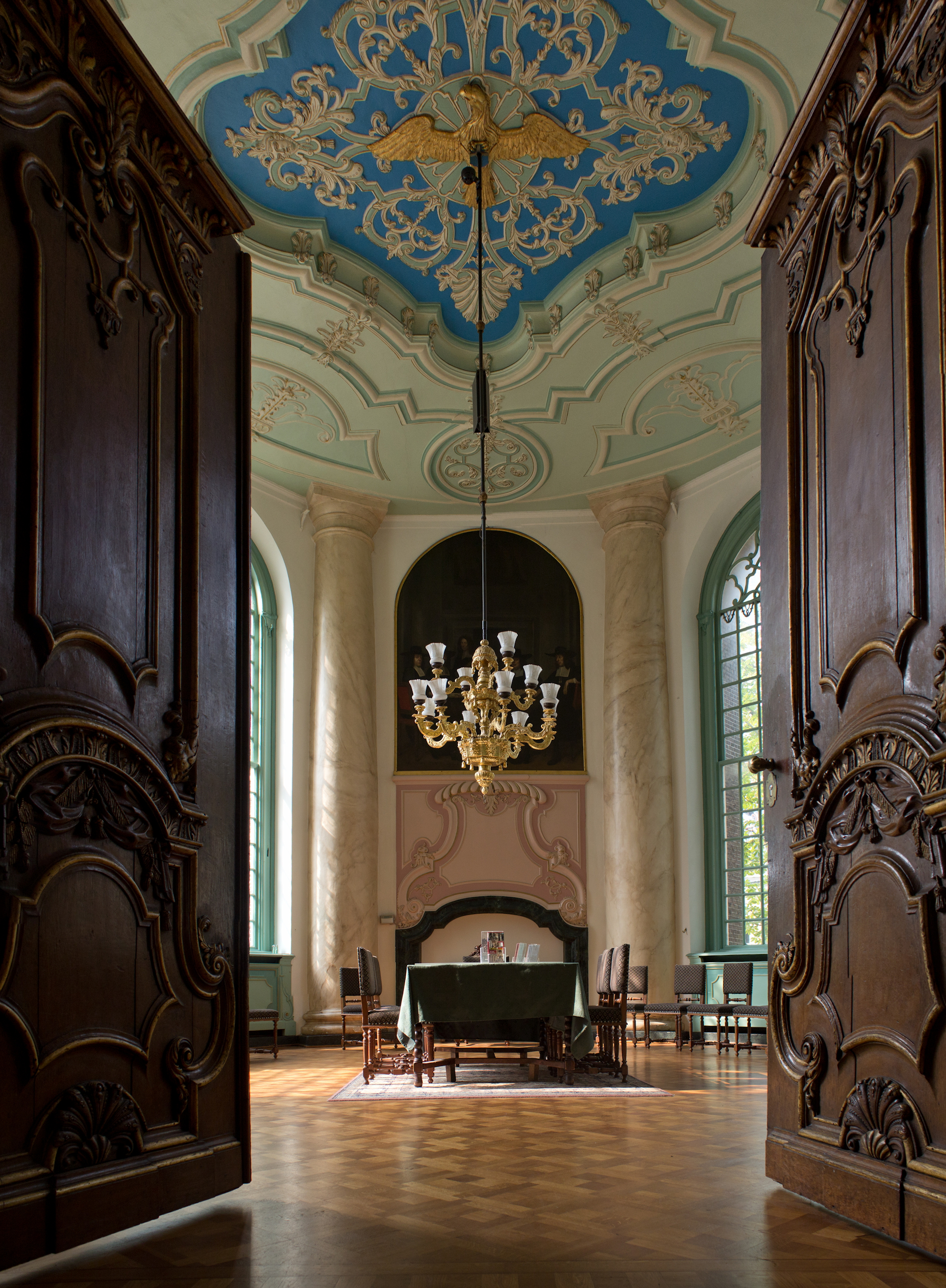
Sala konsystorza